# Notoediceros tasmaniensis
Notoediceros tasmaniensis is een vlokreeftensoort uit de familie van de Exoedicerotidae. De wetenschappelijke naam van de soort is voor het eerst geldig gepubliceerd in 1983 door Bousfield.